# Gastronomía de la provincia de Palencia

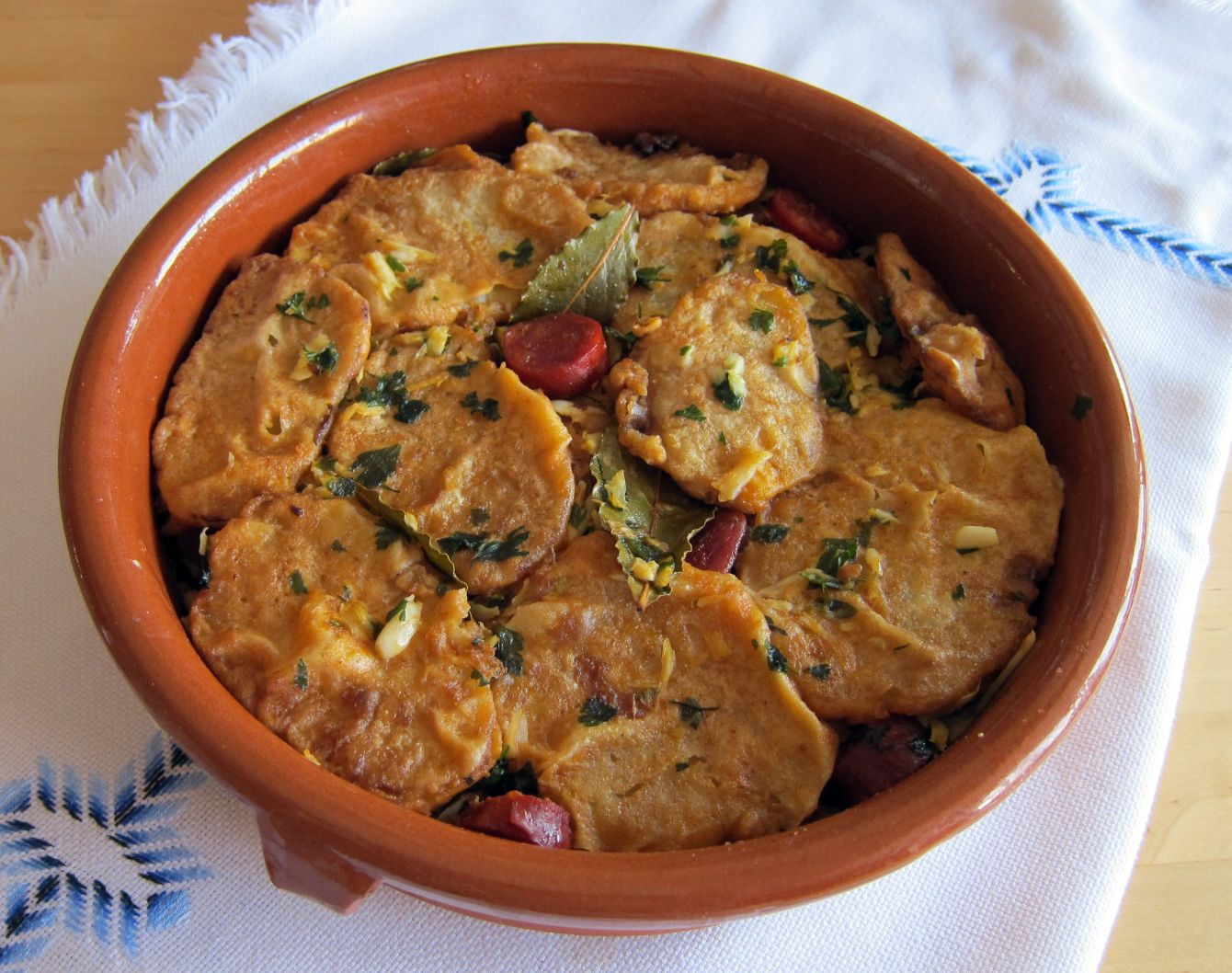
Patatas a la importancia, guiso típico palentino.

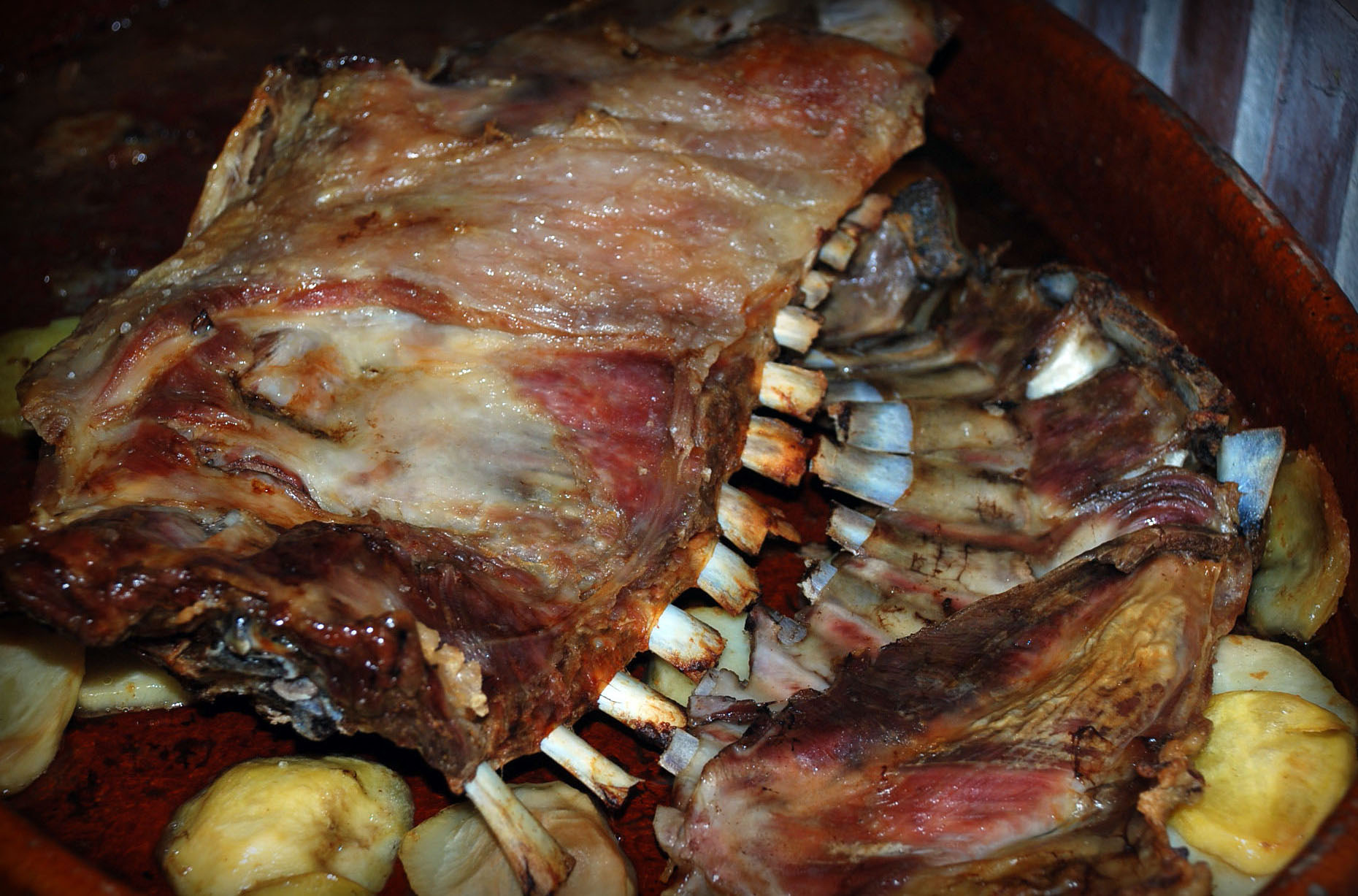
Un asado de cordero churro palentino.

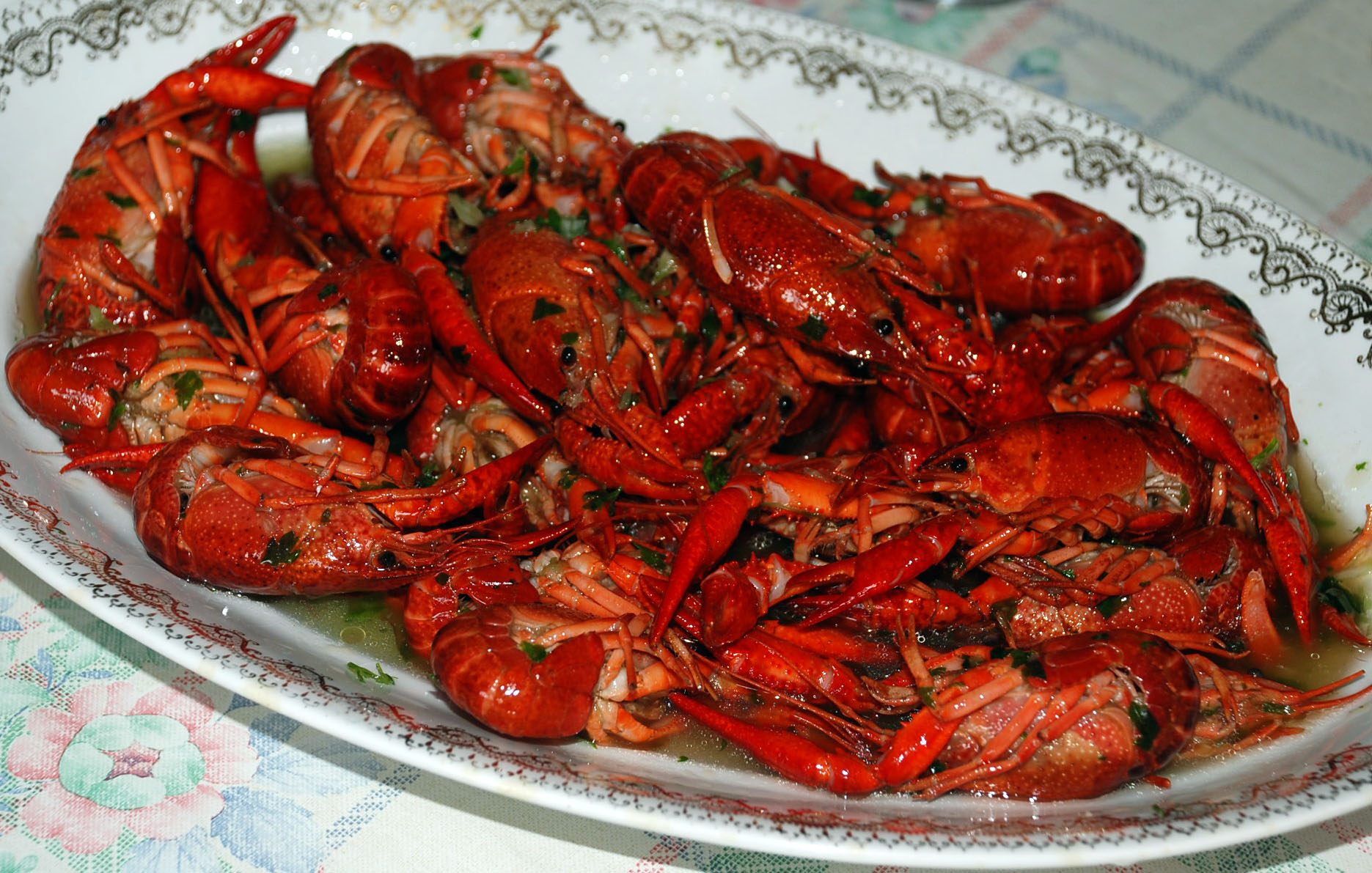
Cangrejos de Herrera de Pisuerga.

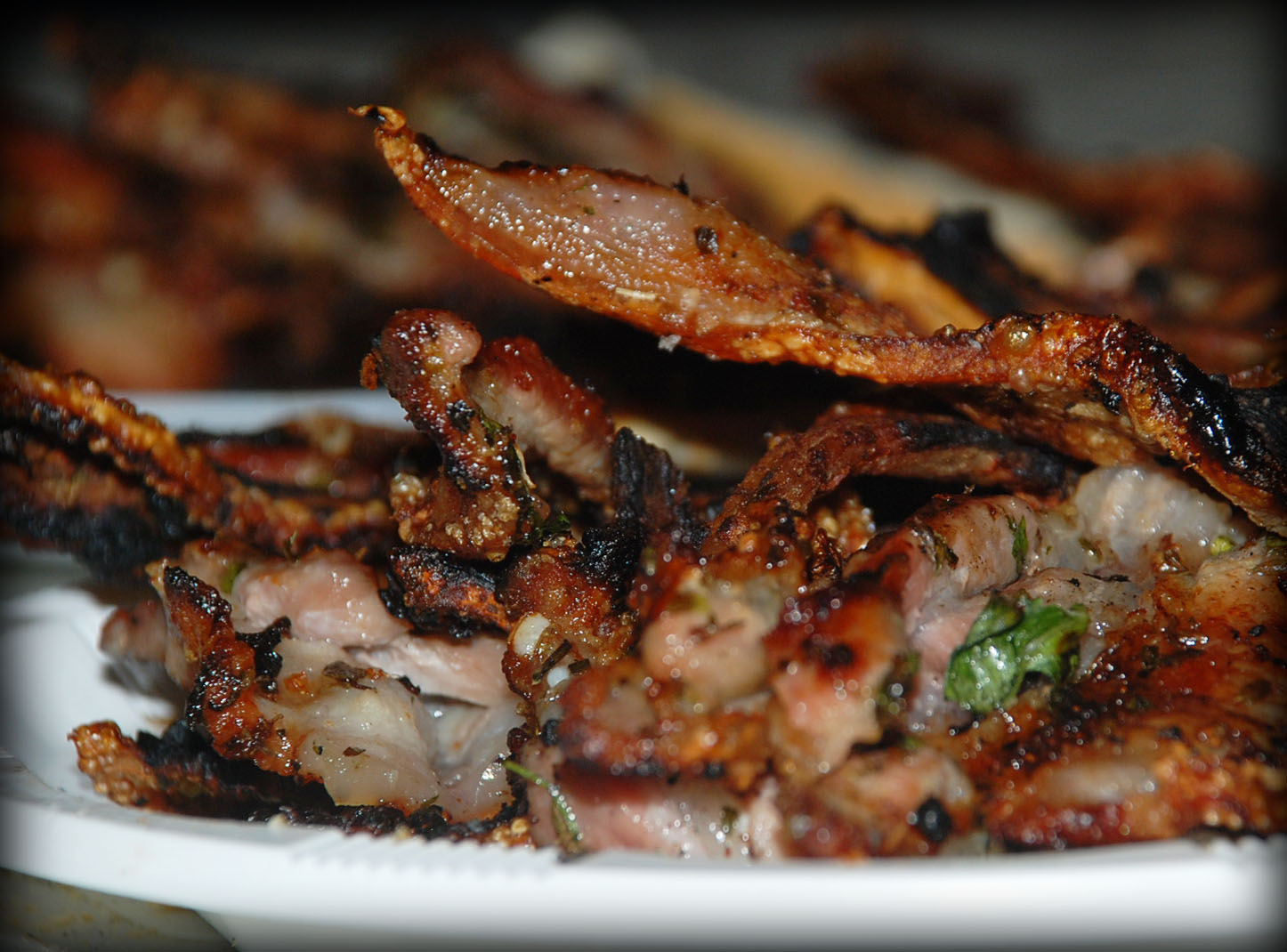
La panceta asada es un plato muy popular en las festividades de la mayoría de pueblo de la Provincia de Palencia.

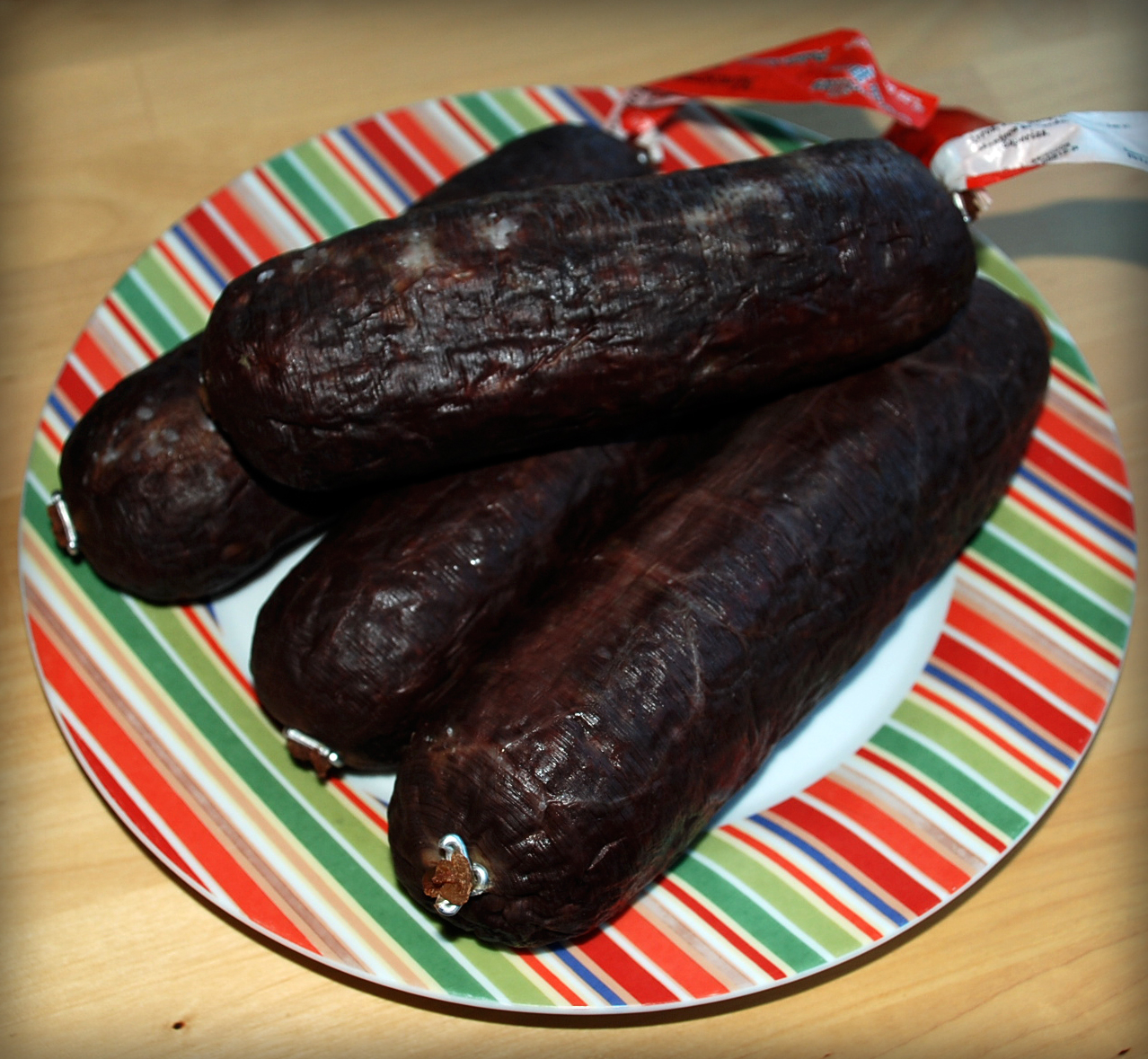
Morcillas palentinas de Cornón de la Peña.

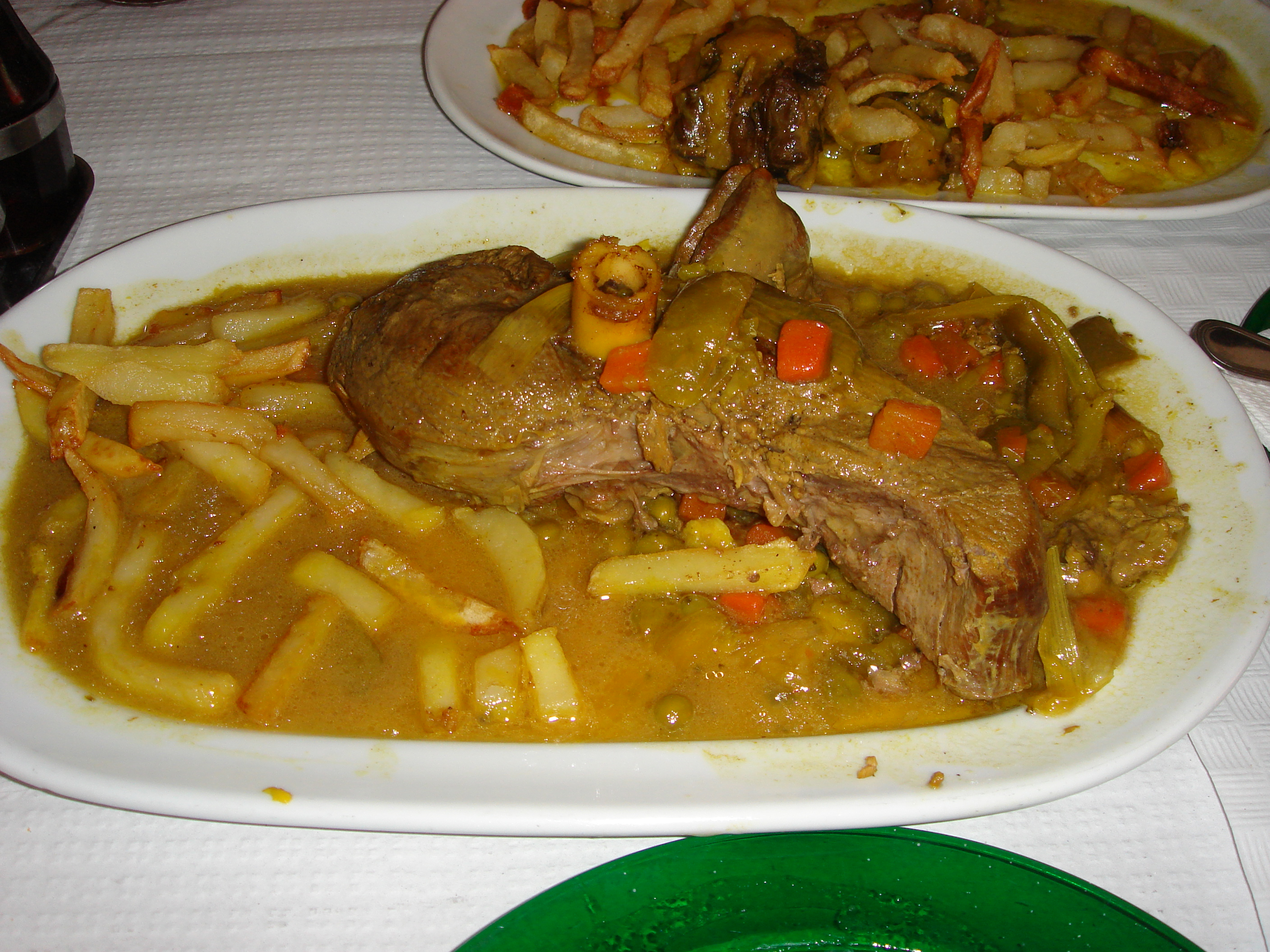
Plato de venado guisado con patatas fritas, uno de los platos más apreciados en la Montaña Palentina.

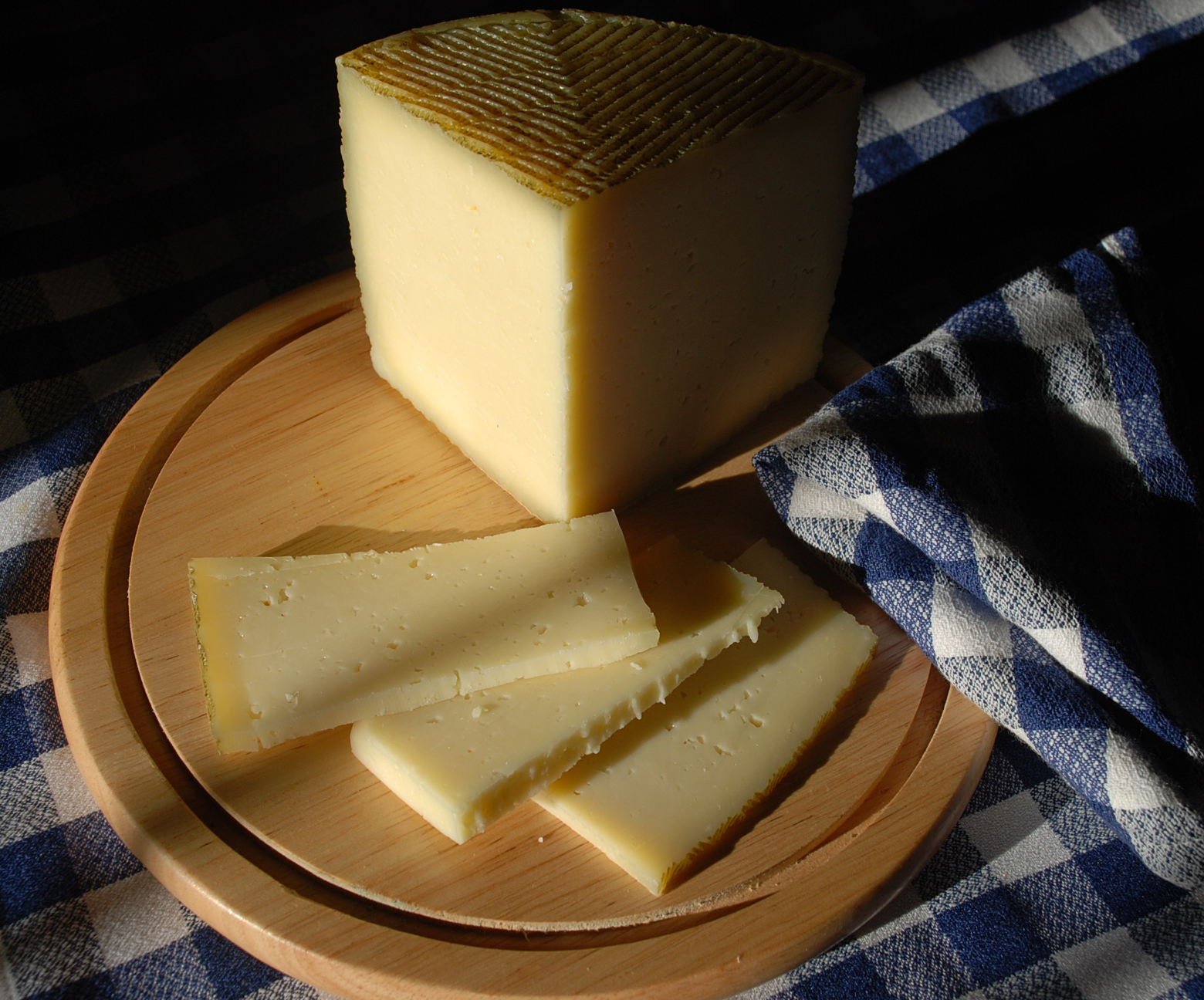
Queso del Cerrato.

La Gastronomía de la provincia de Palencia es el conjunto de platos y tradiciones culinarias de la provincia de Palencia. Como otras provincias de Castilla y León (España), la cocina palentina reúne los saberes culinarios y las tradiciones de la cocina castellana. Tierra donde la preparación básica es el asado (horno de leña) de las abundantes carnes que ofrece la tradicional ganadería ovina que recorre sus paisajes. Principalmente de su lechazo churro.  Es una cocina labradora y pastoril de preparaciones sencillas, que emplean los ingredientes que se cultivan naturalmente en la provincia. Caso de las humildes sopas de rastrojo y las castellanas y el cocido castellano. 
De los cereales procedentes de sus campos, se elaboran abundantes galletas castellanas, sobre todo en Aguilar de Campoo. Por sus tierras pasa la ruta jacobea (variante francesa), y es considerada fuente de transmisión de saber culinario.

## Historia
La rutinaria elaboración de cocidos en el siglo XVII hace que esta cocina no tenga identificador característico con respecto a otras cocinas castellanas. En Dueñas el escritor y gastrónomo Alexandre Dumas hace parada durante un viaje que realiza en 1840. Allí prueba el puchero castellano y menciona el garbanzo como uno de los ingredientes más empleados. De la monotonía de los alimentos palentinos se da cuenta en una descripción de la provincia de finales del siglo XIX:

Todos los palentinos comen pan casero de trigo; y en el cocido diario de los labradores carnes saladas y legumbres.

A finales del siglo XIX los campos de cereal de la provincia comenzaron a ser empleados en la producción de la cerveza.  La familia Azkue Larrañaga comenzó a producir conservas de pescado en Orio en 1942, la familia emigró a el Cerrato.
La primitiva fábrica de galletas Fontaneda, abre su producción en Aguilar de Campoo hacia 1881, el repostero burgalés Eugenio Fontaneda se encarga de comercializar popularmente galletas como la María. Años después, en 1892, se inaugura otra fábrica: galletas Gullón. Convirtiéndose la zona en la mayor productora de dulces industriales de la península.

## Ingredientes
La hortofruticultura es importante en la provincia, y como en otras provincias del norte tiene su propia muestra en la menestra palentina. De igual forma la actividad trashumante hace exista abundancia de carne de cordero, lo que 

### Verduras y Hortalizas
Dentro de las hortalizas se encuentran las cebollas de Palenzuela empleadas en el uso doméstico cotidiano, así como para la elaboración de las morcillas de cebolla tan típicas palentinas. Los guisantes de Palencia, las patatas de la Ojeda y la Valdivia. Con este tubérculo se elaboran platos palentinos como las patatas a la importancia. El pimiento de Torquemada el producto más emblemático de la huerta palentina y el que más claramente se asienta en una realidad autóctona específico. La huerta produce otros ingredientes como los espárragos verdes, las alcachofas, zanahorias, remolachas, coliflor, acelga, judía verde, berenjena, calabacín, etc. 
Entre las legumbres empleadas en diversos cocidos y potajes de la zona se tiene como lentejas pardinas cultivadas en Tierra de Campos, Garbanzos de Tierra de Campos, las alubias de Saldaña cultivadas en la vega de Saldaña, las judías carillas o enana de Palencia. En otoño es muy popular la recolección de setas.

### Carnes y Pescados
De la matanza del cerdo surgen productos propios como son los embutidos de Palencia, un ejemplo castellano son las morcillas de Palencia, las diversas cecinas y el jamón procentes de Villarramiel, así como la panceta. Algunas preparaciones emplean carne de caballo, tal es la Tobera. Las sopas de Chichurro elaboradas durante la matanza con el caldo resultante de cocer las morcillas, así como las sopas bobas.
Dentro de la carne de vacuno se encuentra la carne de Cervera y Montaña Palentina que es una Marca de Garantía ya autorizada en el año 1998. La actividad ganadera se centra en las razas ovinas, de esta forma el cordero de la variedad churra es la más habitual. El lechazo Churro es un lechazo de Castilla y León de raza churra. Abundante en la Comarcas de Cerrato y de Tierra de Campos. Este tipo de carnes se preparan con gran sencillez de ingredientes en hornos panaderos al denominado "estilo castelano". 
La caza menor y los palomares abundantes en el camino se tiene los palominos de Tierra de Campos. La codorniz también forma parte de la mesa palentina de caza menor suele prepararse guisada o escabechada. Las conservas de aves se han popularizado a finales del siglo XX; comercializando gallo, capón confitado, muslitos de codorniz. Los caracoles a la palentina son un plato típico en algunos municipios. Es costumbre que sirvan en la festividad de San Marcos, el 25 de abril, y que según reza el refrán popular: los de abril para mí; los de mayo para mi amo; y los de junio para ninguno.
Procedente del río Arlanza se pueden obtener algunos peces, así como moluscos. Entre ellos se encuentra la posibilidad de capturar cangrejos como los provenientes de Herrera de Pisuerga. En julio se celebra el Festival Internacional del Cangrejo de Río de Herrera.

### Lácteos
Los lácteos se muestran en forma de preparaciones de queso, que puede ser semicurado o añejo, elaborados con leche de oveja, de pata de mulo, de Baltanás, de Astudillo, de Quintana, Torremormojón o de la misma capital, quesso que ha sido servido como un postre. Uno de los más apreciados en la provincia ha sido el queso del Cerrato.

## Bebidas
Las bebidas alcohólicas se fundamentan en la fermentación de la uva, se tiene por una parte la producción vitivinícola y por otra una cierta producción de aguardientes de orujo. El más conocido procede de un negocio familiar denominado aguardiente doncel. Se elaboran igualmente licores de diversos sabores endrinas, de nueces, de moras, de guindas, del peregrino.
Existen varias denominaciones de origen, algunas compartidas con otras provincias como es el caso de la Denominación de Origen Cigales, que se extiende a ambos márgenes del río Pisuerga entre las provincias de Valladolid y Palencia. Reconocida en 1991, con casi 40 bodegas en servicio. En el caso de la Denominación de Origen de Arlanza se comparte con la provincia de Burgos.  Los vinos que se producen en el Cerrato,

## Repostería
La repostería palentina se alimenta de la tradición de monasterios existentes en la zona. Los más popular son las galletas que proceden de Aguilar de Campoo, un ejemplo son las toscas galletas campurrianas. Los almendrados y los amarguillos de Villoldo, los bollos tontos y listos de Frechilla, el Brazo de San Lorenzo que se elabora en el municipio de Osorno la Mayor, las cañas de las monjas de Paredes de Nava las ciegas de Saldaña. 
Otras preparaciones como las garrapiñadas de Villafrechós, los hojaldres y las Marzas típicas de las reposterías del municipio de Carrión de los Condes. Las pisuerguillas y los socorritos de Cervera de Pisuerga. El tocinillo de cielo de Villoldo.

## Otros

### Monasterios y conventos con tradición
Monasterio de San Isidro de Dueñas
"Chocolate de la Trapa", chocolate con leche de venta al público.
Monasterio de Nuestra Señora de Alconada (Ampudia)
Repostería